# ۱۵۷۴ (میلادی)
۱۵۷۴ (میلادی) هزار و پانصد و هفتاد و چهارمین سال تقویم میلادی است.

## زادگان
- ۶ مه – اینوسنت دهم، کشیش و دیپلمات ایتالیایی (د. ۱۶۵۵)